# Hôtel de Bouilhac
L'hôtel de Bouilhac est un hôtel particulier français implanté à Montignac-Lascaux dans le département de la Dordogne, en région Nouvelle-Aquitaine. Il a été édifié au XVIIe siècle.

## Présentation
L'hôtel de Bouilhac se situe en Périgord noir, dans l'est du département de la Dordogne, en centre-ville de Montignac-Lascaux, côté rive droite de la Vézère. C'est une propriété privée.

## Histoire
L'édifice est bâti au XVIIe siècle.
Le 19 août 2008, l'hôtel est inscrit au titre des monuments historiques, de même que sa cour et sa clôture.
Mis en vente, l'hôtel particulier est acheté en 2015 par un couple de restaurateurs qui le transforment en hôtel de tourisme 4 étoiles, composé de dix chambres, dont cinq suites de luxe, avec restaurant,.
L'Hôtel-restaurant de Bouilhac est ouvert depuis été 2017, après la mise en service du tout proche centre national d'art pariétal Lascaux 4.

## Architecture
Le logis principal, encadré par deux ailes asymétriques en retour d'équerre, est exposé au sud-est, parallèlement à la Vézère qui s'écoule à une soixantaine de mètres de distance, par delà la rue Docteur-Mazel et un petit square. L'ensemble des bâtiments forme une cour rectangulaire fermée par une grille s'appuyant sur un muret. Au-dessus du rez-de-chaussée, les trois corps de bâtiment présentent trois étages, dont le dernier mansardé. Les deux ailes sont prolongées au sud-est par une terrasse avec balustrade au niveau du premier étage.
Des décors des XVIIIe et XIXe siècles ornent plusieurs pièces.

## Galerie

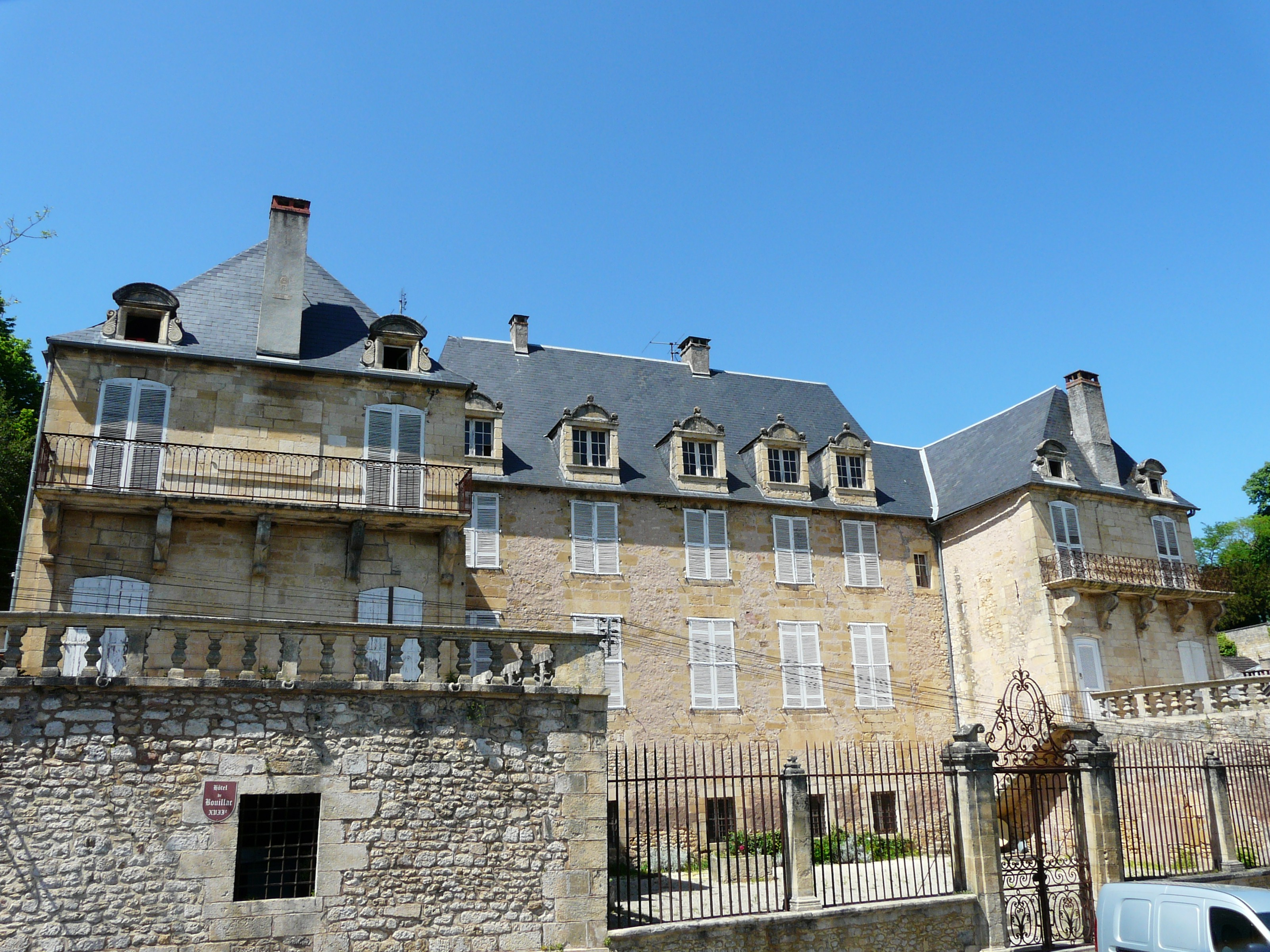
L'hôtel de Bouilhac en 2012.
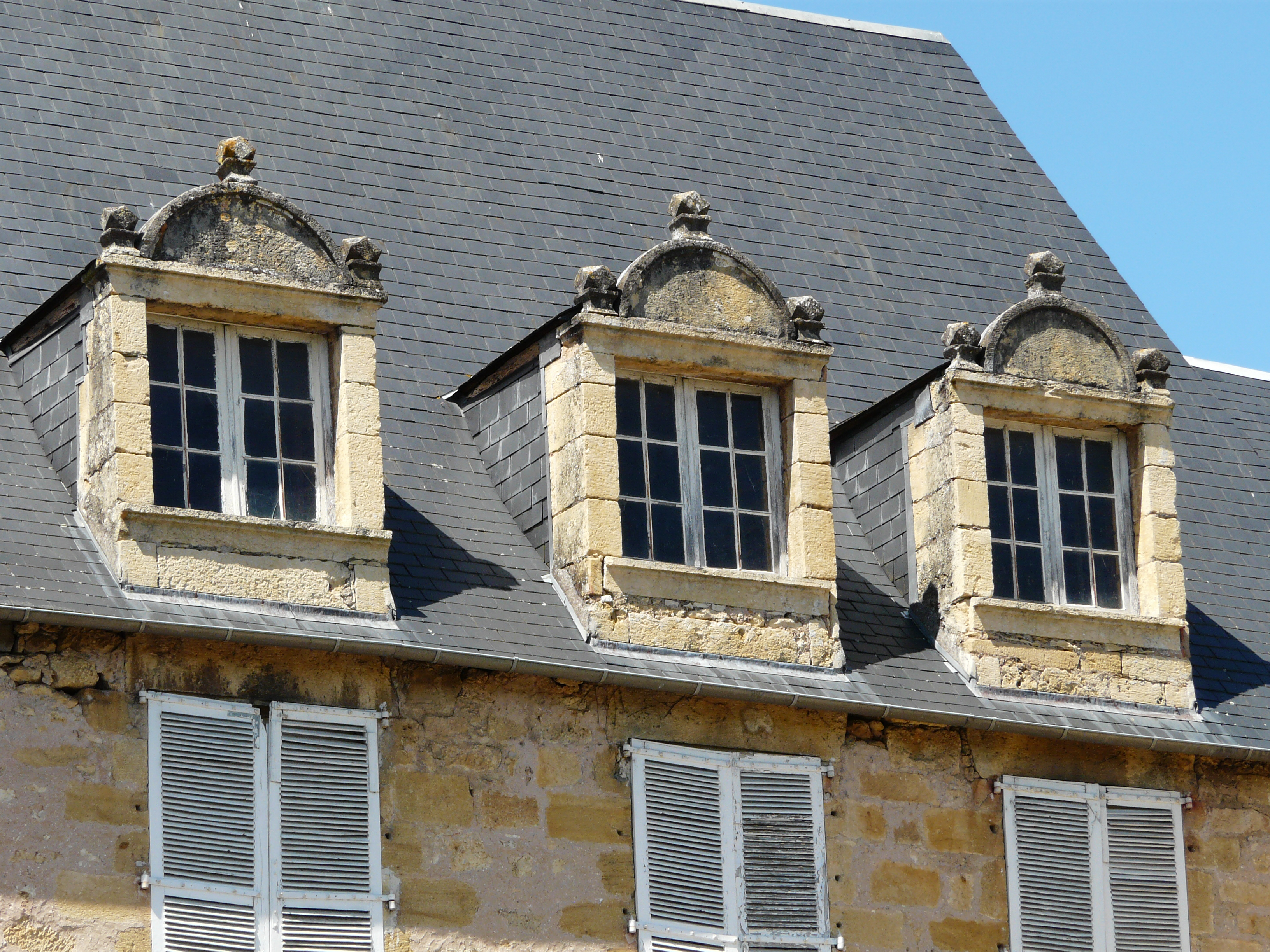
Lucarnes du corps de logis principal.
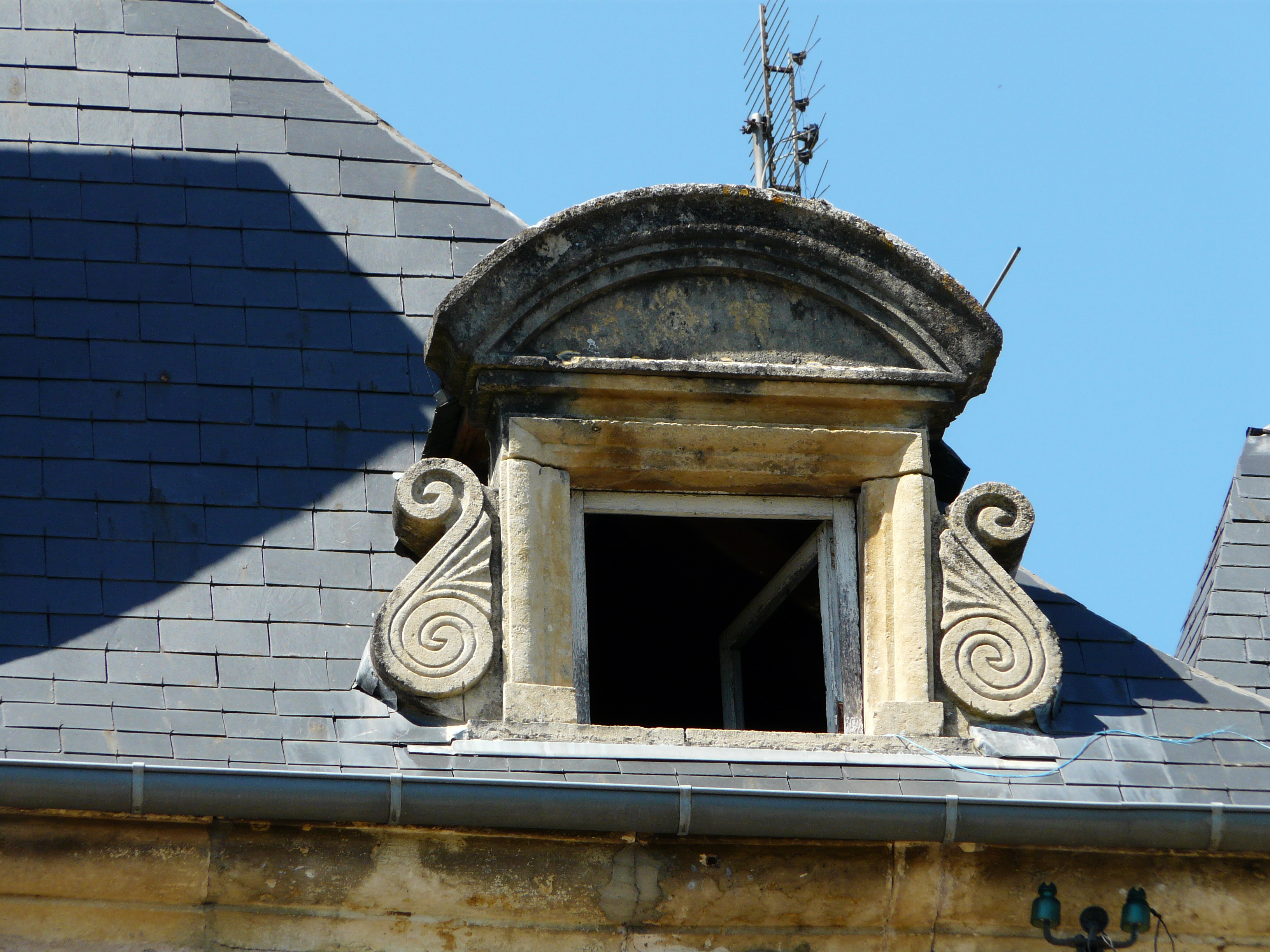
Lucarne d'une des ailes.